# Junkers Ju 287 (Stuka)
Die Junkers Ju 287 war ein projektiertes Schlacht- und Sturzkampfflugzeug von Junkers.
In der Literatur wird sie oft falsch als Junkers Ju 187 bezeichnet, obwohl die Nummer 187 bereits an Focke-Wulf vergeben war. Wesentlichen Beitrag für diese fälschliche Verbreitung leistete Heinz J. Nowarra. Nach der Beendigung des Projekts im Herbst 1943 wurde die Nummer wieder frei und später dem Strahlbomber Junkers Ju 287 zugeordnet.

## Entwicklung
Entworfen wurde das Flugzeug 1942, als die unbefriedigenden Flugleistungen der Ju 87 immer offensichtlicher und nachteiliger wurden. Der Entwurf der Ju 287 stellte eine aerodynamisch verfeinerte Ju 87 dar und hatte den gleichen strukturellen Aufbau als freitragender Tiefdecker mit geknickten Tragflächen. Das Fahrwerk sollte jedoch einziehbar gestaltet werden, wobei das Hauptfahrwerk beim Einziehen um 90° gedreht worden wäre. Angetrieben werden sollte das Flugzeug von einem Jumo 213 mit 1750 PS. Die zwei Mann der Besatzung sollten wie bei der Ju 87 in einer verglasten Kabine Platz finden, die jedoch bei der Ju 287 als Druckkabine projektiert war. Als Besonderheit sollte bei diesem Baumuster das gesamte Seitenleitwerk nach dem Start 180° um die Längsachse geschwenkt werden, sodass sich das Seitenleitwerk während des Fluges unterhalb des Rumpfes befunden hätte. Dadurch wäre es der Defensivbewaffnung nicht im Schussfeld gewesen. Es wurden nur eine Attrappe und mehrere Windkanalmodelle gefertigt.

## Technische Daten
| Kenngröße  | Daten                                                                               |
| ---------- | ----------------------------------------------------------------------------------- |
| Besatzung  | 2                                                                                   |
| Länge      | 11,8 m                                                                              |
| Spannweite | 18,06 m                                                                             |
| Höhe       | 3,9 m                                                                               |
| Triebwerk  | 1 × Jumo 213A, 1.750 PS (1.287 kW)                                                  |
| Bewaffnung | 1 × MG 151/20 und 1 × MG 131 als Abwehrbewaffnung, 1 × 500-kg- und 4 × 50-kg-Bomben |